# Jason Witten
Christopher Jason Witten (6 de mayo de 1982) es un exjugador profesional de fútbol americano estadounidense que jugaba en la posición de tight end; militó la mayor parte de su carrera en las filas de los Dallas Cowboys.

## Biografía
Witten es el menor de tres hermanos (Ryan y Shawn), y se crio en Washington D. C.. Asistió a Elizabethton High School en Elizabethton, Tennessee, donde jugó de tight end y linebacker, ayudando al equipo a alcanzar las semifinales tres veces.
A los 11 años, Witten se mudó a Elizabethton para vivir con sus abuelos.

## Carrera

### Dallas Cowboys
Witten fue seleccionado por los Dallas Cowboys en la tercera ronda (puesto 69) del draft de 2003.
Con los Cowboys, Witten logró 4 títulos de división, clasificándose para los playoffs en 6 ocasiones.

### Retiro y vida después de profesional
El exjugador anunció su retiro antes del inicio de la pretemporada 2018. Ha sido considerado como uno de los últimos referentes del equipo y siendo elevado a la altura de jugadores como Roger Staubach y Emmitt Smith.
Tras su retiro se rumoraba que el jugador pudiese ser parte del personal técnico de los Vaqueros de Dallas, sin embargo se desmintió el rumor, ya que Witten mismo aclaró que buscaría normalizar su vida y enfocarse de lleno a su familia. 
En su cuenta de Twitter, el jugador comentó que sería comentarista deportivo de ESPN para los juegos de los Vaqueros. Cosa similar a la de exjugadores como Tony Romo que se desempeña como comentarista de NBC o Troy Aikman que hace lo propio para Fox Sports.

## Vuelta a la actividad profesional

### Dallas Cowboys
A cambio de 5 millones de dólares, Jason decidió retomar la actividad con los Dallas Cowboys.

### Las Vegas Raiders
En marzo de 2020 firmó por una temporada con el equipo de Las Vegas Raiders.

## Récords

### NFL
- Mayor número de recepciones como tight end en una temporada: 110 (2012)
- Mayor número de recepciones en un partido: 18 (2012, vs. New York Giants)
- Empatado (con Tony González) como tight end en la historia en lograr 1,000 recepciones o más

### Dallas Cowboys
- Mayor número de recepciones: 1,088 (2003-presente)
- Mayor número de recepciones en un partido: 18 (2012, vs. New York Giants)